# تای چی چوان

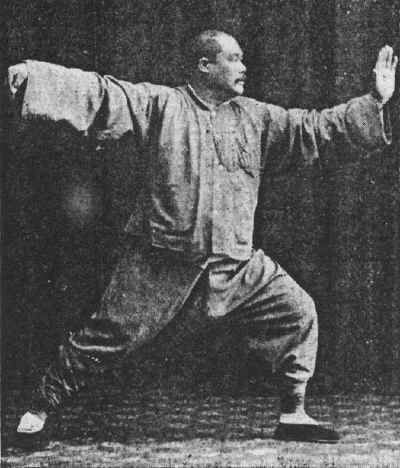
استاد یانگ چنگ فو، نسل سوم از استادان تای چی خاندان یانگ

تای‌چی‌چوان (به چینی: 太極拳) (پین‌یین: tàijízhǎng - به معنی مشت‌زنی برتر نهایی) یکی از سیستم‌های نرم و درونیِ هنر رزمی کونگ‌فو است.
این هنر رزمی، یکی از محبوب‌ترین روش‌های هنر رزمی در چین و کل جهان است و برای بهبود سلامتی، افزایش طول عمر و آرامش روحی انجام می‌شود. این هنر که با نگرش عمیق فلسفی شکل گرفته با کمک ایجاد چرخش انرژی در انسان و تخلیه انرژی درونی یعنی انرژی «چی» یا انرژی بیو الکترومغناطیس درون بدن انسان، یکی از قدرتمندترین سبک‌های رزمی در جهان است. در این هنر عضلات نقش زیادی ایفا نمی‌کنند و یک تای‌چی‌کار سعی در رها کردن کل بدن دارد تا این انرژی بتواند در بدن جاری شود و در زمان مناسب بتوان از آن برای دفاع یا حمله استفاده کرد. تای‌چی‌چوان روش مشت زنی یا هنر رزمی است که بر اساس مفاهیم فلسفی آن سعی در به تعادل رساندن همه چیز دارد که در حقیقت نماد یین و یانگ محصول این فرایند است. «تای‌چی» در فلسفه تائو به معنای فرایندی است که «ووچی» را به «یین و یانگ» تبدیل می‌کند و تای‌چی‌چوان هنر رزمی است که بر اساس این مفهوم عمیق و فلسفی بنا شده است. استادان تائو صدها سال پیش با معرفی تای‌چی در حقیقت هنر رزمی را معرفی نمودند که هماهنگ با ریتم‌های طبیعت و قوانین حاکم بر طبیعت باشد تا در سطوح بالا نیز منتهی به ادراک طبیعت گردد. تای‌چی ابتدا بدن را متعادل می‌سازد، و سپس انرژی درونی انسان، ذهن، تنفس عواطف، طبیعت و روح را متعادل می‌سازد.
هنر رزمی تای‌چی‌چوان بر اساس ۱۳ الگوی اصلی شکل گرفته که این ۱۳ الگو عناصر شکل دهنده طبیعت و عناصر اولیه جهان هستند که استادان کهن این رشته با مطالعه عمیق روی خواص این عناصر کاربردی رزمی یافتند که باید با طبیعت هماهنگ باشند.
از این ۱۳ الگو، ۸ الگو مربوط به ۸ نوع جین، یا هشت نوع ضربه و دفاع مختلف با تخلیه انرژی درونی می‌باشد که از تئوری هشت سه خطی ئی چینگ الهام گرفته شده است و ۵ الگوی دیگر آن مربوط به ۵ نوع حرکت استراتژیک در تای چی می‌باشد که از تئوری ۵ عنصر الهام گرفته شده است. به همین دلیل می‌گویند، تای چی باعت هماهنگی انسان با طبیعت می‌شود که در فلسفه وجودی انسان نیز این امر قرار دارد.
اما امروزه به دلیل خواص بسیار زیاد این رشته و تأثیراتی که در تنظیم میدان انرژی و به دنبال آن تقویت جسم و روح دارد به‌عنوان هنر سلامت زیستن در سطح جهان مطرح است. تای چی به عنوان هنری زیبا با تأکید بر جنبه هنریِ آن در تمام سنین و شرایط تمرین می‌شود و امروزه کاربرد رزمی آن استفاده کمتری دارد.
تای چی چوان دارای ۵ سبک رزمی می‌باشد که عبارتند از: یانگ؛ چن؛ وو؛ سون؛ وو-هاو

در مورد بخش رزمی تای چی، قابل ذکر است که این هنر بخش‌های رزمی مختلفی دارد که عبارتند از:
- دوی لین: به مبارزات نمایشی دو یا چند نفره می‌گویند که به صورت قرار دادی و از پیش تعیین شده اجرا می‌شود و نفرات فقط تکنیک‌های رزمی دفاع و حمله را روی یکدیگر نمایش می‌دهند.
- چین نا: به این روش به اصطلاح دفاع شخصی نیز گفته می‌شود که با استفاده از تکنیک‌های رزمی هر سبکی طراحی می‌شود که شامل تکنیک‌های قفل مفصل و شناخت نقاط حساس بدن می‌باشد. این نوع مبارزه به دلیل خطرناک بودن اجرای آن در مراکز آموزشی صرفاً به صورت تمرینی کار می‌شود.
-تویی شو: تویی شو در لغت به معنای فشردن و هل دادن دست‌ها می‌باشد، بخش مبارزات حسی و درونی تای چی است که مبتنی بر استفاده از انرژی چی می‌باشد، در این مبارزات حریفان دائماً در حال شناخت یکدیگر هستند به همین دلیل به آن هنر شناخت حریف هم می‌گویند که این هنر موجب تجربیاتی در شناخت می‌شود که در تمام زندگی قابل استفاده است. این نوع مبارزه با استفاده از حس و انرژی درونی صورت می‌گیرد و مانند شنیدن و پاسخ دادن، دو مبارزه دائماً در حال تمرکز بر نیروی درونی یکدیگرند و زمانی که یکی از حریفان اعمال نیرو می‌کند. طرف مقابل به اصطلاح در حال شنیدن و هدایت نیروی حریف است و زمانی که نیروی حریف اعمال شد طرف دیگر به پاسخ دادن یا اعمال نیرو می‌پردازد. تا جاییکه یکی از حریفان از موقعیت استفاده کرده و تعادل نفر مقابل را برهم بزند. این نوع مبارزه به دلیل این که افراد به صورت حسی در حال سنجش نیروی یکدیگرند، تجربهٔ مبارزاتی را بالا برده و باعث تقویت نیروی درونی می‌شود. برخی معتقدند، «تویی شو» ریشه و منشأ پیدایش ورزش ژاپنی جودو می‌باشد.

این ورزش در ردهٔ ورزش‌های رزمی نرم و درونی قرار دارد و باعث می‌شود تا عضلات بدن با انجام تمرینات نرم و ساده، انعطاف‌پذیر و قوی شوند. تمرینات و نرمش‌های تای جی چوان با حرکات کند، آرام، و معمولاً به صورت گروهی هنگام صبح انجام می‌شوند. متخصصین این ورزش معتقدند که تمرینات تای جی به صورت دسته جمعی، اثر بهتری نسبت به تمرینات فردی آن دارد. این ورزش چینی در خود کشور چین از طرفداران زیادی برخوردار است. در ایران علاقه‌مندان به این رشته در سه بعد قهرمانی، همگانی و درمانی به فعالیت می‌پردازند. ورزشکاران تای جی چوان در دو قالب سنتی و مدرن (مسابقاتی) فعالیت می‌کنند. هم‌اکنون شیوه سنتی و اصیل چن تای جی و یانگ تای جی در شهرهای تهران، اصفهان، شیراز، سردشت و خرم‌آباد بندر بوشهر و مشهد و تربت حیدریه و گتوند تدریس می‌شود.
1. ↑  علی حق‌شناس (۱۳۹۵)، دانشنامهٔ هنرهای رزمی، تهران، انتشارت نگاه بوستان، چاپ ۱، ص ۱۰۵.
2. ↑  «آموزش همگانی رایگان | آکادمی هنر تای چی سلامتی طول عمر جوانی کاهش استرس». آکادمی هنر تای چی. دریافت‌شده در ۲۰۲۰-۱۲-۰۷.

به صورت متمرکز آموزش داده می‌شود. بنیان‌گذار تای چی در ایران استاد حسین داوودی پناه (داداشی) می‌باشد.

## فواید تای چی
تحقیقات به عمل آمده نشان می‌دهد که تای چی قادر است تا بیماریهای شدید، مزمن و حتی ژنتیکی و صعب العلاج را درمان کند. به‌طور مثال با تمرین تاجی می‌توان امراض قلبی را درمان یا از بروز آن‌ها جلوگیری کرد. همچنین این ورزش می‌تواند استرس را از بین ببرد.
تمرینات تنفسی این ورزش همچنین می‌تواند به سالم ماندن ریه و بهبود جریان گردش خون در بدن نیز کمک کند. آهستگی و نرمی در تمرینات تای چی باعث می‌شود تا تمرکز فکری بالا رود که این مسئله خود به کنترل دستگاه عصبی فرد در شرایط بحرانی و فشارهای عصبی بسیار کمک می‌کند.
از فواید عمده تای چی می‌توان به تقویت عضلات بدن، انعطاف‌پذیری و شل شدن ماهیچه‌ها و زردپی‌ها، تمرکز و آرامش فکری، تقویت روحی و عصبی و آموزش دفاع شخصی اشاره کرد.

## سبک‌های تای چی
در تای جی پنج سبک اصلی وجود دارد که از میان آن‌ها برخی سبک‌های مدرن نیز به وجود آمده‌اند:
- سبک چن (به انگلیسی: Chen)
- سبک یانگ (به انگلیسی: Yang)
- سبک وو یا وو هاو (به انگلیسی: Wu Hao)
- سبک وو یا وو چوان یو (به انگلیسی: Wu)
- سبک سون (به انگلیسی: Sun).
سبک‌های مدرن دیگری نیز در این ورزش وجود دارند. فهرست سبک‌های بالا به ترتیب ارشدیت آن‌ها هستند. البته ترتیب محبوبیت آن‌ها بدین صورت است: یانگ، وو، چن، سان و وو هاو. برای مثال سبک دورگه(به انگلیسی: hybird) و جوانه‌ها(به انگلیسی: offshoots) از مهم‌ترین این سبک‌های مدرن هستند.
سبک چن توسط چن وان تینگ نسل نهم از خاندان چن در روستای چن جیاگو از توابع شهرستان جیائوتزو در استان هنان، چین بنیان نهاده شد. چن وان تینگ یک ژنرال بازنشسته ارتش از دوران امپراتوری مینگ بود که طی سال‌های ۱۶۰۰ الی ۱۶۸۰ میلادی می‌زیسته است. طبق یکی از روایت‌ها، سبک چن از تای چی چوان منشأ سبک‌های دیگر می‌باشد و سایر سبک‌ها (به جز سبک وودانگ) از آن منشعب شده‌اند. این شیوه بخاطر حرکات قدرتی و انفجاری ضمن اجرای حرکات نرم، آرام و موزون تای جی چوان معروف می‌باشد.
یکی از ۴ استاد بزرگ و وارث خاندان چن در روستای چن جیاگو چن ژنگلی می‌باشد که ایشان جزو ۱۰ استاد بزرگ ووشو در جهان و همچنین رئیس فدراسیون خاندان چن می‌باشد. روایت وی از سبک چن، از سال ۱۳۸۰ شمسی توسط استاد حسین میرمحمدی (پیشکسوت ووشو) در ایران پایه‌ریزی و تدریس شده است و هم‌اکنون در مراکز متعددی آموزش داده می‌شود. استاد چن ژنگلی در کشورهای مختلف جهان جنریشن (شاگرد ویژه برای آموزش و ترویج چن تای جی) دارند؛ که جنریشن ایشان در منطقه خاورمیانه آقای عباس حمزوی (داور و مربی رسمی فدراسیون ملی چین، داور و مربی رسمی فدراسیون ج.ا. ایران، دان ۵ تایچی از فدراسیون ج.ا. ایران و دان ۴ رشته تخصصی چن تای جی از فدراسیون جهانی ووشو، همچنین مربی بین‌المللی تایچی زیر نظر فدراسیون جهانی ووشو) می‌باشند. عباس حمزوی بورد تخصصی تایچی درمانی را در کشور آمریکا زیر نظر پروفسور لین گذرانده است.

### سبک استاندارد فدراسیون جهانی ووشو[۵]
تای چی سبک استاندارد (نسل اول) نخستین بار در سال ۱۹۵۶ با معرفی فرم ۲۴ حرکتی استاندارد به دنیای تای چی معرفی شد. کمیتهٔ ملی ورزش چین، که زیر نظر دولت چین اداره می‌شود، از چندین سال قبل از این تاریخ در تدارک ایجاد شاخه‌ای از تای چی بود که پتانسیل تبدیل شدن به ورزشی همگانی را دارا بوده و در ارتقاء سلامتی عموم جامعه نقش داشته باشد. در حرکتی بزرگتر نیز انجمن ووشوی چین به دنبال معرفی ووشوی خود به دنیا و جایگاه‌سازی آن به عنوان ورزش رزمی بومی چین در کنار کاراته ژاپن و تکواندوی کره بود که جایگاه بین‌المللی بالایی داشتند و مقبولیت زیادی در کشورهای غربی پیدا کرده بودند. با این هدف کمیتهٔ ملی ورزش چین استاد لی تیان جی (به انگلیسی: Li TianJi) را در راس هیاتی از استادان تای چی مسئول این پروژه نمود. پس از چندین سال تلاش سرانجام نتیجه آن در قالب فرم استاندارد ۲۴ حرکتی تای چی چوان و فرم استاندارد ۳۲ حرکتی شمشیر جیان عرضه شد. این فرم‌ها تحت عنوان تای چی استانداردِ ساده شده (به انگلیسی: Standard Simplified taijiquan) نامیده شدند. اساس این فرم و حرکات استفاده شده در آن از فرم تای چی خاندان یانگ برگرفته شده است، هر چند که هیچ‌یک از استادان خاندان یانگ در آن زمان برای مشورت دعوت به همکاری نشدند.
درنتیجه، خمیرمایه حرکات این فرم و ترکیب و توالی قرار گرفتن آن‌ها مطابق دانش، تجربه و صلاح دید هیئت تحت نظر استاد لی تیان جی تغییر یافته و شکل گرفت. این شاخه از تای چی روز به روز با حمایت انجمن ووشوی چین و بعدها فدراسیون جهانی ووشو، به سرعت گسترش پیدا کرده است. فرم‌های استاندارد پس از استاد لی تیان جی، توسط برادرزادهٔ او استاد لی دُویین (Li Deyin)، تا به امروز گسترش زیادی پیدا کرده است. فرم‌های استاندارد ۸ حرکتی، ۱۶ حرکتی، ۲۴ حرکتی، ۳۲ حرکتی و ۴۲ حرکتی دست (تای چی چوان)، و فرم‌های ۳۲ حرکتی و ۴۲ حرکتی شمشیر جییِن (تای چی جیین) اهم آن‌ها را تشکیل می‌دهد. فرم بادبزن استاندارد و نیز فرم مبارزهٔ دونفره دویی لییَن از این دسته هستند. در ایران نیز همانند سایر کشورها، شاخهٔ تای چی استاندارد گسترش زیادی پیدا کرده است و تعداد زیادی از تای چی کاران در کشور از آن بهره می‌برند. شایان ذکر است که به دلیل شباهت سبک استاندارد به تای چی سبک یانگ، بعضاً و نیز به جهت سهولت برقراری ارتباط بیشتر مخاطبان خود با این سبک، از آن با نام سبک یانگ یاد می‌شود که تعبیر دقیقی نیست. در ادامه در شرح آنچه به راستی تای چی سبک یانگ می‌باشد و حاصل فعالیت‌ها و دانش استادان خاندان یانگ در طول سال‌های متمادی است، مطالبی آورده شده است.
البته فدراسیون جهانی ووشو در سبک‌های استاندارد تای چی در سال ۲۰۰۴ و همین‌طور ۲۰۱۳ بازبینی کلی انجام داده و فرم‌های مدرن و فرم‌های استاندارد ویژهٔ هر سبک را نیز به عنوان فرم‌های استاندارد نسل دوم و سوم معرفی کردند که به خصوص در فرم‌های نسل سوم، روح و اصالت سبک‌های سنتی نیز بیشتر به چشم می‌خورد.

### سبک سنتی خاندان یانگ[۵]
تای چی چوآن سبک یانگ یکی از نگین‌های ارزشمند سرزمین چین در دنیای هنرهای رزمی می‌باشد. از دوران بنیان‌گذار تای چی چوآن سبک یانگ، یانگ لوچان، فرزندانش یانگ بان هو و یانگ جیان هو، نوه‌هایش یانگ شاو هو و یانگ چنگ فو، نتیجه‌های او یانگ جنگ مینگ، یانگ جنگ جی، یانگ جنگ دو و یانگ جنگ گو، همگی با کمک یکدیگر تلاشی یکپارچه در راستای تحقق، توسعه، تکامل و گسترش تای چی چوآن داشته‌اند. تای چی چوآن سبک یانگ با طراحی دقیق در ساختار، زیبا، رها، آهسته و جاری است و در عین حال جنبه‌های رزمی این هنر حفظ شده است. همچنین روشی برای ارتقای سلامتی و درمان بیماری می‌باشد.
تای چی خاندان یانگ توسط یانگ لوچان در اواخر قرن هجدهم به وجود آمد. خاندان یانگ به همراه چهار خاندان دیگر، خاندان چِن، خاندان وو (از نسل وو یوشیانگ)، خاندان سون و خاندان وو (از نسل وو چوآن یو)، پنج خاندان تای چی سنتی را تشکیل می‌دهند که میراث خود را از زمان‌های دور نسل به نسل تا به امروز حفظ کرده‌اند و در راستای بسط، گسترش و آموزش آن کوشیده‌اند. تمامی این خاندان‌های نامبرده شده، آموزه‌های خود را توسط نسل‌های حال حاضر خود به علاقه‌مندان و هنرجویان تای چی چوآن منتقل می‌کنند. نسل‌های حال حاضر خاندان یانگ، استاد یانگ جنگ دو (نسل چهارم) و استاد یانگ جون (نسل ششم) می‌باشند. بزرگان و اعضای تمامی این پنج خاندان با یکدیگر روابط بسیار عمیق و دوستانه دارند و یکدیگر را در راستای گسترش تای چی سنتی در سراسر جهان یاری می‌دهند.
شباهت‌های سبک تای چی استاندارد به تای چی سنتی خاندان یانگ، به دلیل اینکه اساس سبک تای چی استاندارد از تای چی خاندان یانگ گرفته شده است، واضح و روشن است. با این حال تفاوت‌های آشکاری در صورت و معنا با یکدیگر دارند که این دو سبک تای چی را از یکدیگر متمایز می‌نماید. آگاهی نسبت به وجوه اشتراک و وجوه تمایز این دو سبک، تای چی کاران را در رسیدن هرچه دقیق تر و سریع تر به اهداف خود یاری می‌کند، چرا که هر کدام تای چی کاران را به منزلی متفاوت از دیگری رهنمون است. شایان ذکر است که برشمردن تفاوت‌های میان سبک‌ها به معنای نفی یک سبک نیست. تمامی سبک‌های تای چی اعضای یک خانوادهٔ بزرگ هستند که از ریشه‌ای یکسان برآمده و در عین حال هر یک مسیر منحصربه‌فرد خود را طی کرده و به دنبال هدفی برگرفته از منظر پدید آورندگانشان سیر می‌کنند.

## تاریخچه تای چی
روایت اول:

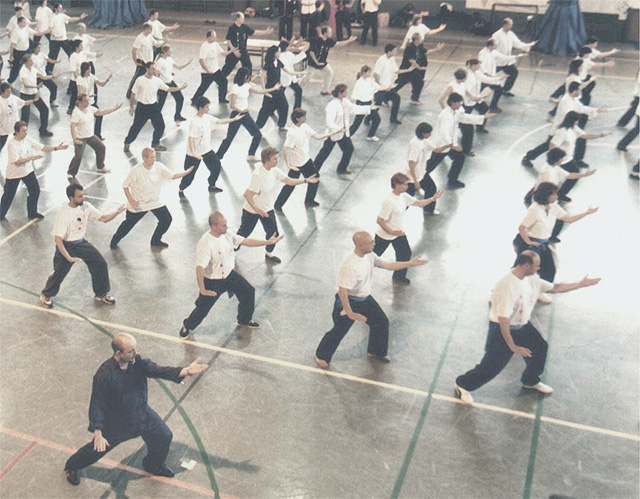
در حال تمرین فرم

طبق اسناد موجود گفته می‌شود «چانگ سان فنگ» (Zhang San Feng) در سال ۱۱۰۱ پس از میلاد، اولین شخصی است که تای چی چوان را ابداع کرده است. همچنین گفته می‌شود که در زمان سلسله لیانگ (۵۰۲ – ۵۵۷ پس از میلاد) تکنیک‌ها و فرمهایی شبیه به تای چی چوان وجود داشته است که توسط «هان گونگ یو»، «چنگ لینگ شیء» و " چنگ بی " تدریس می‌شد. بعدها در سلسله تانگ (۶۱۸ – ۹۰۷ پس از میلاد) «شو شوان اوینگ»، «لی دائو زی» و «یین لی پنگ " تکنیک‌های رزمی مشابهی را تدریس می‌کردند که این تکنیک‌ها بدین نام‌ها بودند: تمرینات ۳۷ وضعیت – تکنیک‌های فرا آسمانی – هفت آسمان کوچک (این تکنیک بیش از ۱۷ وضعیت داشته است). صحت این روایات مورد بحث است و در واقع به‌طور قطع مشخص نیست که تای چی چوان را چه کسی و در چه زمانی خلق کرده است؛ تنها بدان علت که تاریخ ثبت شده بیشتری از "چانگ سانگ فنگ» موجود است، اغلب خلق تای چی چوان را به او نسبت می‌دهند.
طبق اسناد تاریخی موجود تاریخ مینگ، «چانگ سان فنگ " راهبی تائوئیست از کوه‌های وودانگ بوده است، البته بر این اسناد نیز شک و شبهاتی وارد است، زیرا براین اساس، «چانگ سان فنگ» در آن زمان می‌بایست بیش از ۵۰۰ سال سن داشته باشد (که البته ممکن است باور این مسئله در عصر حاضر دشوار باشد، اما درتاریخ فرهنگ چین و تائو افراد بسیاری با عمرهای طولانی وجود داشته‌اند)، در هر صورت نقل شده چانگ سان فنگ با دیدن مبارزه یک مار و یک درنا یکباره متوجه تکنیک‌هایی می‌شود که باعث می‌شود تای چی چوان را خلق کند. بعد از او "وانگ زونگ " در استان شانشی، "چن تونگ ژو» در استان ون، «ژانگ سونگ شیء» درهای یان، «یه جی می» در سی مینگ، «وانگ زونگ یو» در شان یو، و «چیانگ فا» در هوبی، تای چی را ادامه دادند. تکنیک‌های تای چی چوان تا ۱۴ نسل منتقل شد و تکنیک‌های تای چی به شمالی و جنوبی و قدیمی و جدید تقسیم شد که سبک جدید تای چی را «چن یو بن» و سبک قدیم را "چن چانگ شینگ " ادامه دادند.
«چن چانگ شینگ " تای چی را به پسرش "گنگ یون» و همچنین خانواده‌اش «چن» آموخت، او همچنین تای چی چوان را به افرادی بیرون از خانواده چون «یانگ لوچان» و «لی بو کویی " یاد داد که هر دو از استان هوبی بودند. این فرم را فرم ۱۳ حرکتی قدیم می‌گفتند. بعدها "یانگ لوچان» تای چی را به دو پسرش «یانگ بان هو» و «یانگ جیان هو» یاد داد؛ و «یانگ جیان هو» نیز به دو پسرش «یانگ شائو هو " و " یانگ چنگ فو» یاد داد، به این سبک از تای چی چوان که در خاندان «یانگ» پرورش و گسترش پیدا کرد را سبک «یانگ» می‌گویند. همچنین فردی به نام «وو چوان یو» تای چی را از «یانگ بان هو» یادگرفت و سبک «وو» را پایه‌گذاری کرد. «چن یو بن» نیز سبک جدید خود را به «چن چینگ پینگ» که خالق سبک "ژاو باو " تای چی چوان است یاد داد.
«وو یو شیانگ " سبک قدیم تای چی را از "یانگ لوچان» و سبک جدید را از " چن چینگ پینگ " یادگرفت و سبک "وو هاو " را ابداع کرد. به دلیل نقش بسیار مؤثر هاو وی جن در گسترش این سبک و به دلیل ایجاد تمایز با دیگر سبک وو (سبک وو چوان یو)، نام او، هاو، را به انتهای نام این سبک اضافه کردند و به سبک وو-هاو مشهور شد. «سون لو تانگ " پس از فراگیری سبک "هاو» سبک «سون» را به وجود آورد. تمام این سبک‌های ذکر شده در چین و آسیای جنوبی محبوب بودند اما «سبک یانگ» از بقیه آن‌ها محبوب تر بود.
روایت دوم:
طبق روایت خاندان چن، ایشان معتقدند تای چی چوان، در روستای چن جیاگو، توسط استاد چن وان تینگ(۱۶۰۰–۱۶۸۰ پس از میلاد) معرفی شده است. نقل شده فرم اولیه‌ای که چن وان تینگ ابداع نمود، شامل ۵ ست (ست اول:۱۳ حرکتی و چهار ست دیگر) فرم‌های معمول چن بود به اضافه یک فرم ۱۰۸ حرکتی مشت بلند و یک ست از پائو چویی canon fist، که در مجموع ۷ ست را شامل می‌شد. فرم‌های سبک چن به دو بخش اصلی لائو جیا (فرم‌های قالب قدیم) و شین جیا (فرم‌های قالب جدید) تقسیم می‌شوند. قالب شین جیا (قالب جدید)، توسط چن فاکه (۱۸۸۷–۱۹۵۷) ساخته شد و پیش از وی صرفاً لائوجیا (قالب قدیم) کار می‌شده است.
فرم‌های لائو جیا نیز خود به دو بخش ای لو (راه اول) و آر لو (راه دوم) تقسیم می‌شوند. بخش ئی لو (راه اول) شامل، فرم‌های آرامتر و درونی تر تای چی است و بخش آر لو (راه دوم) در حقیقت همان سبک پائو چویی (canon fist) است که شامل حرکات سرعتی و قدرتی می‌باشد.
فرم‌های شین جیا (قالب جدید) بیشتر شامل حرکات تای چی به همراه تکنیک‌های تخلیهٔ انرژی بیشتر، ترکیبات پیچیده‌تر و پیچش‌های بیشتر و حرکات چین نا می‌باشد که در مجموع برکاربرد رزمی تای چی تأکید بیشتری دارد. اما فرم‌های لائوجیا، ئی لو بسیار آرامتر هستند و بر چرخش انرژی تأکید بیشتری داشته و در مجموع فرم‌های آهسته تری هستند.
در عصر حاضر ما چهار استاد بسیار برجسته از خاندان چن وجود دارند که میراث‌دار این خاندان می‌باشند، این استادان عبارتند از: چن ژنگ لی Chen Zheng Lei، چن شیائو وانگ Chen Xiao Wang، وانگ ش آن Wang Xian، ژو تین چای Zhou Tianchai. که به این استادان «چهار ببر خاندان چن» یا «چهار مبارزِ مرید بودا» در خاندان چن می‌گویند. سپس استادی به نام یانگ لوچان، از خاندان چن، تای چی را آموزش دیده و با مطالعه رساله‌های کهن تای چی، سبک یانگ تای چی را معرفی نمودند، سایر سبک‌های تای چی نیز از شاگردان ایشان بوده یا از شاگردان ایشان آموزش دیده بودند.

## تای چی در ایران

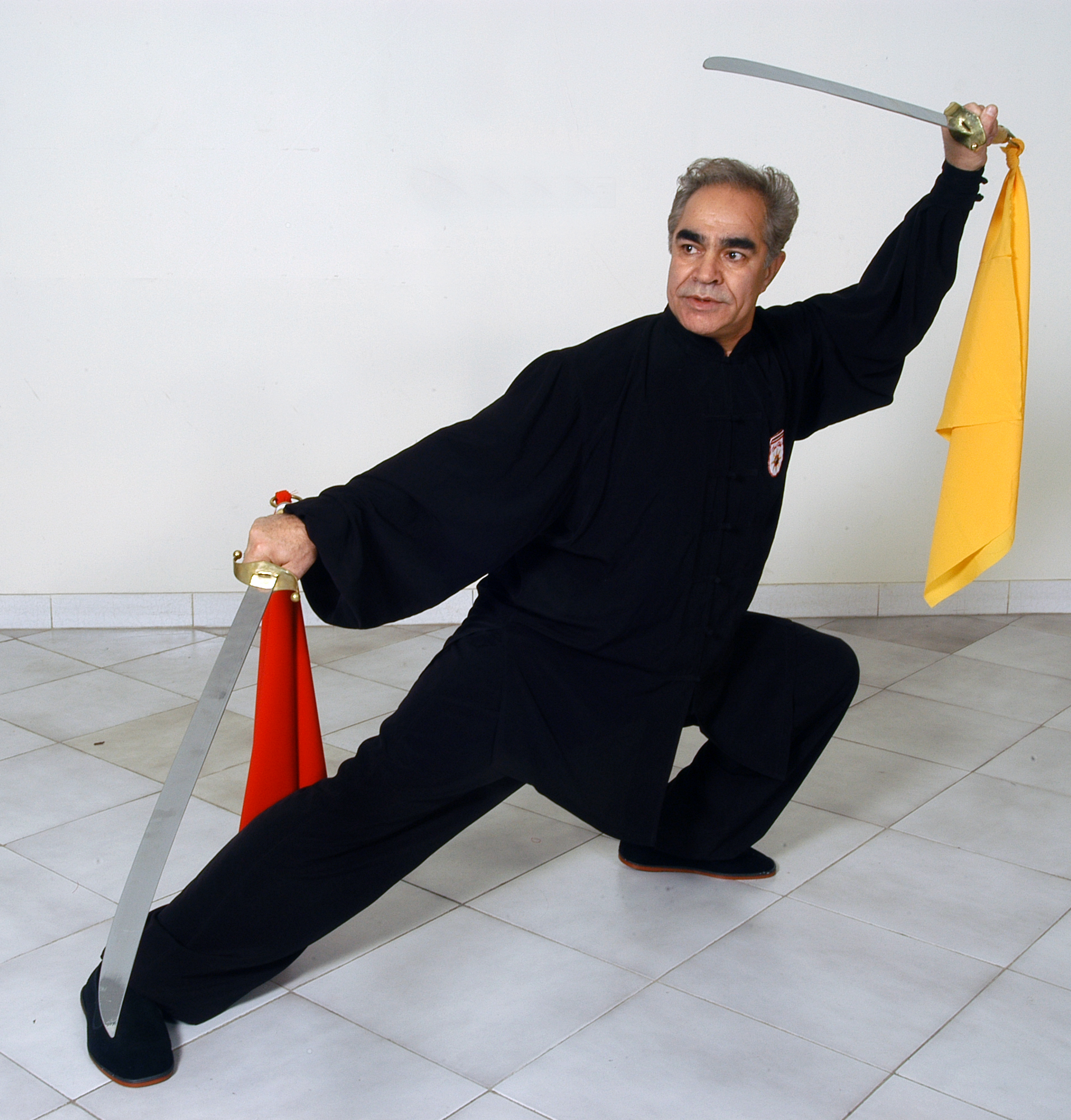
استاد حسین داوودی پناه (داداشی)

تای چی چوان (ووشو) در سال ۱۳۶۶ شمسی توسط استاد فقید حسین داوودی پناه (داداشی) در ایران بنیان‌گذاری شد و نخستین مجوز فعالیت آن در تهران مطابق نامه شماره ۶۱۸۹ مورخ ۱۳۶۶/۵/۱۸ اداره کل تربیت بدنی استان تهران صادر گردید. در سال ۱۳۶۸ انجمن تای چی چوان و دفاع شخصی ایران توسط استاد حسین داوودی پناه تأسیس گردید و به دنبال تأیید هیئت علمی دانشکده تربیت بدنی و علوم ورزشی و استادان دانشکده تربیت معلم، در ۱۳۶۹ مجوز فعالیت در سراسر کشور را دریافت کرد (مطابق نامه شماره ۱۹/۷۵۶ مورخ ۱۳۶۹/۲/۲معاونت امور فرهنگی و آموزشی سازمان تربیت بدنی کشور).
تلاش مستمر بنیان‌گذار ووشو در ایران و حمایت سازمان تربیت بدنی موجب شد انجمن تای چی چوان و دفاع شخصی ایران در سال ۱۳۷۰ شمسی (۱۹ دسامبر۱۹۹۱ میلادی) به عضویت فدراسیون جهانی ووشو در آید. بازدید هیئت عالی‌رتبه وزارت ورزش چین از حرکات سبک‌های مختلف ووشو توسط ووشوکاران ایران در سال ۱۳۷۰ و دعوت از تیم ایران جهت شرکت در مسابقات جهانی، حضور تیم تای چی ایران در مسابقات جهانی شانگهای و کسب مدال طلا توسط استاد حسین داوودی پناه در سبک تای چی چوان(۱۳۷۱)، عضویت انجمن تای چی ایران در فدراسیون آسیایی ووشو، تشکیل کمیته ورزش‌های چینی در سازمان تربیت بدنی و زیر پوشش قراردادن انجمن تای چی چوان (مطابق نامه شماره ۱۹/۶۴۹۵ مورخ ۱۳۷۱/۷/۲۰ معاونت امور فرهنگی و آموزشی سازمان تربیت بدنی)، تبدیل کمیته یادشده به فدراسیون هنرهای رزمی چینی (۱۳۷۲)، شرکت کردن تیم ایران در مسابقات جهانی ووشو (۱۹۹۳ مالزی، ۱۹۹۷ ایتالیا و . . .)، شرکت در سمینارهای بین‌المللی داوری و مربیگری و کسب مدال‌های متعدد توسط ووشوکاران کشور، منجر به آن شد که فدراسیون ووشوی جمهوری اسلامی ایران در سال ۱۳۸۳ تأسیس شود و رشته‌های متنوع ووشو ازجمله تای چی چوان را در خود جای دهد. مسئولیت سبک تای چی چوان از بدو بنیان‌گذاری تا سال ۱۳۹۲ برعهده استاد فقید حسین داوودی پناه بوده است و علاوه بر سبک یانگ تای چی و چن تای چی، سبک‌های نرم درونی دیگری همچون باگواژانگ (پاکوا) و هسینگ آی چوان (شینگئی چوان) را نیز زیر پوشش خود داشته است. تیم تای چی چوان ایران در مسابقات جهانی تای چی چوان که در سال ۲۰۰۹ در هنگ کنگ برگزار گردید، با کسب ۱۷ مدال (۷ مدال طلا، ۴ نقره و ۶ برنز) و ۳ کاپ ارزشمند جهانی (کاپ اجرای حرکت گروهی، کاپ ویژه بهترین هماهنگی و جام عالی مسابقات) در میان ۴۲ تیم شرکت‌کننده، به مقام نخست دست یافت. هم‌اکنون تای چی در ایران به عنوان یکی از کمیته‌های زیر مجموعه فدراسیون ووشو به‌طور رسمی مشغول فعالیت است. مسابقات قهرمانی تای چی جهان هر دو سال یکبار به میزبانی کشورهای مختلف برگزار می‌گردد که آخرین دوره آن در کشور بلغارستان با کسب چندین مدال رنگارنگ برگزار شد و دوره بعدی که قرار بود در سال ۲۰۲۰ در کشور ایتالیا برگزار شود به دلیل پاندمی کرونا لغو گردید.